# San Marco (avviso)
Il San Marco (già Franz Joseph) è stato un avviso a ruote di II classe della Regia Marina (già della k.u.k. Kriegsmarine), nonché un piroscafo lacuale italiano.

## Caratteristiche
Costruito come battello lacuale per il trasporto di passeggeri e merci, il Franz Joseph, provvisto di un limitato armamento per l'impiego militare, restava ovviamente un'unità dal valore bellico molto ridotto, impiegabile solo per compiti di vigilanza in acque lacustri e bombardamento di disturbo contro comunicazioni e strutture costiere, nonché contro cannoniere di armamento eguale od inferiore. Lo scafo era in legno e la nave aveva due alberi, uno a prua ed uno a poppa, privi di vele.
L'armamento dell'unità era originariamente composto da un cannone in ferro a canna rigata da 18 libbre, due cannoni dello stesso calibro ma a canna liscia, quattro cannoni-obici in ferro ed a canna liscia da 7 libbre e due spingarde, anch'esse in ferro ed a canna liscia. Dopo il passaggio sotto bandiera italiana, nel 1866, l'armamento venne completamente sostituito e ridotto con due cannoni in ferro ed a canna liscia da 12 libbre.
L'apparato motore era costituito da una macchina alternativa a vapore che, alimentata da una caldaia, imprimeva a due ruote a pale laterali una potenza di 50 HP (37 kW) nominali, consentendo una velocità di 7,5 nodi.

## Storia
Ordinato nel 1849 ai cantieri Escher Wyss di Zurigo dalla «Società Navigazione a Vapore del Lago di Garda» e varato nel gennaio 1850 a Riva del Garda, dov'era stato riassemblato dopo la costruzione delle sezioni di scafo a Zurigo ed il loro trasporto nella località gardesana, il piroscafo avrebbe dovuto essere un battello a ruote per il trasporto di merci e passeggeri, ma nel 1852 la società proprietaria lo vendette per 150.000 svanziche  (67.300 fiorini), mentre era in allestimento, al governo austro-ungarico del Regno Lombardo-Veneto.
Denominato Franz Joseph (nome scelto dalla compagnia proprietaria per l'impiego civile e mantenuto dalla k.u.k. Kriegsmarine), il battello venne completato come piroscafo a ruote armato con alcune bocche da fuoco di piccolo calibro e venne assegnato alla flottiglia austroungarica del Lago di Garda. Pur essendo unità militari, il Franz Joseph e gli altri piroscafi armati disimpegnavano anche il servizio di trasporto dei passeggeri tra le località rivierasche.
Nel giugno 1859 il Franz Joseph, insieme agli altri due piroscafi armati (Benaco ed Hess) ed alle cannoniere che componevano la flottiglia austro-ungarica del Garda, partecipò alle operazioni della seconda guerra d'indipendenza. In tali operazioni, mancando qualsiasi unità navale francese o sardo-piemontese, le unità austroungariche non ebbero un ruolo di rilievo, subendo però la perdita del Benaco, affondato al largo di Salò da una batteria piemontese, il 20 giugno 1859.
Conclusosi il conflitto con l'annessione al Regno di Sardegna della sponda lombarda del lago, il Franz Joseph e l'Hess limitarono il loro servizio alle sole sponde veneta e trentina.
Allo scoppio della terza guerra d'indipendenza, nel giugno 1866, la flottiglia austroungarica aveva base a Torri del Benaco e contava, oltre al Franz Joseph ed all'Hess, anche su nove cannoniere (tre ad elica e due a vela) ed undici lance armate, con un totale di 62 pezzi d'artiglieria e 10 spingarde: una forza di molto superiore alle sei piccole e male armate, nonché impreparate, cannoniere italiane (cui si aggiungeva il piroscafo a ruote Benaco, requisito ed adibito al trasporto dei rifornimenti). Ciò permise alle navi imperiali di avere l'iniziativa nel corso delle operazioni: il 1º luglio 1866 l'Hess, insieme ad alcune cannoniere, bombardò la stazione ferroviaria di Desenzano, provocando tuttavia danni di scarsa importanza, e lo stesso giorno il Franz Joseph bombardò il bacino di raddobbo di Desenzano.
A partire dalle cinque di mattina del 2 luglio 1866 il Franz Joseph, insieme all'Hess ed a due cannoniere, bombardò il paese di Gargnano. Le unità austriache fecero ritorno a San Vigilio solo alle sei di sera, in seguito alla reazione di una batteria italiana appostatasi nei pressi di Gargnano: nel corso del bombardamento venne pesantemente danneggiato l'abitato di Gargnano, con un morto ed otto feriti tra i garibaldini del 2º Reggimento Volontari Italiani là concentrati.

Altre azioni che videro protagoniste le unità austro-ungariche avvennero il 10 luglio (bombardamento della strada di Bogliaco, ov'era appostata una batteria garibaldina, con scarsi  danni, e nuovo bombardamento del bacino di Desenzano ad opera dell'Hess) e soprattutto tra il 19 ed il 20 luglio, quando l'Hess e le cannoniere Speiteufel, Wildfang e Scharfschütze bombardarono nuovamente Gargnano, catturarono il piroscafo Benaco, danneggiato nel corso del cannoneggiamento, e causarono l'affondamento del barcone Poeta: all'azione prese parte anche il Franz Joseph. 

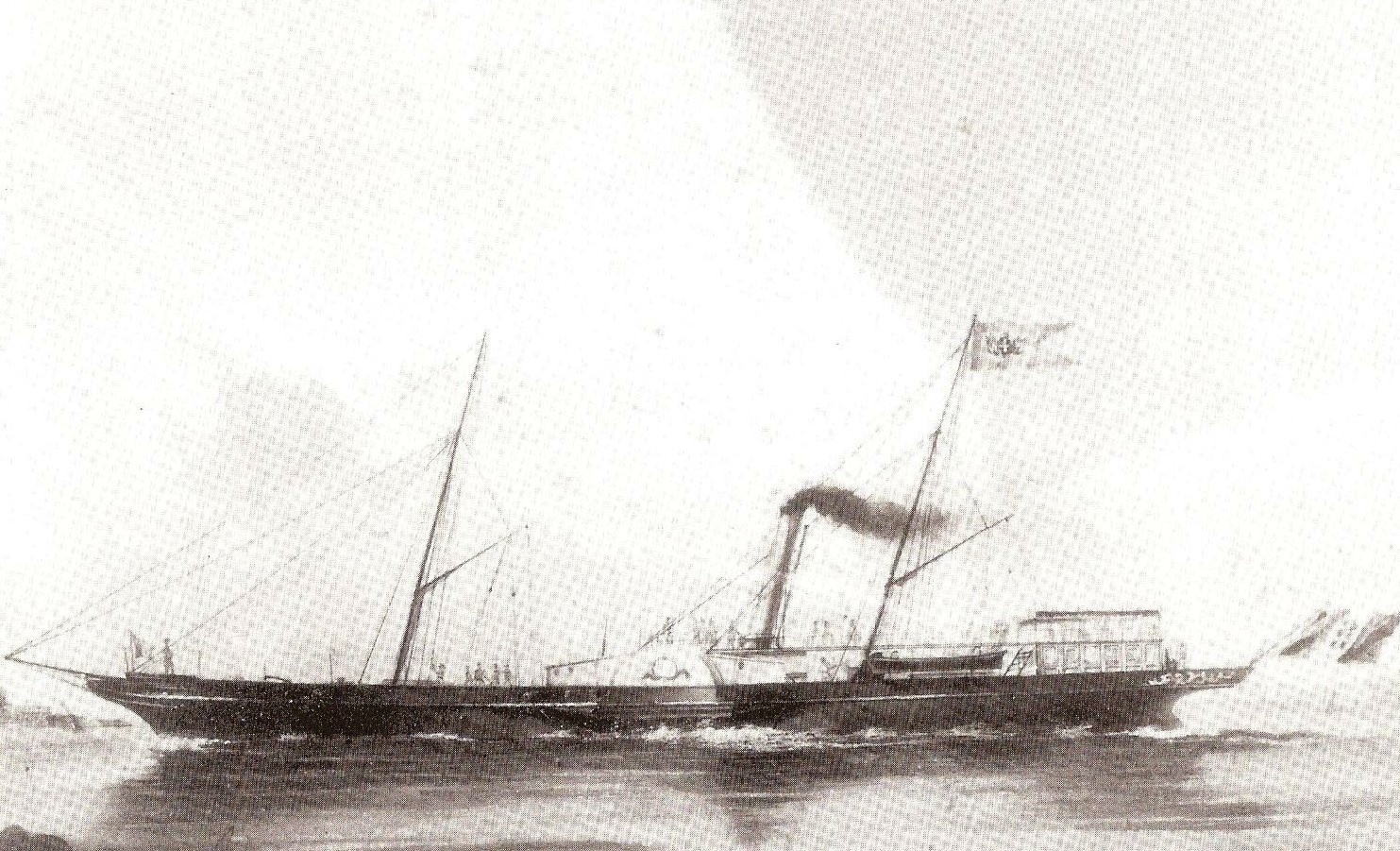
Il San Marco nei primi tempi dopo il passaggio sotto bandiera italiana.

In seguito alla conclusione del conflitto, comunque, il Veneto passò al Regno d'Italia, e con esso anche la flottiglia austro-ungarica. Ceduto dall'Austria al governo italiano per circa 40.000 franchi svizzeri il 18 ottobre 1866, il Franz Joseph venne ribattezzato San Marco e, classificato avviso a ruote di II classe, venne iscritto nel Quadro del Naviglio della Regia Marina il 2 dicembre 1866. 

Il Principe Oddone ed il San Marco dopo la trasformazione in battelli per passeggeri.

Essendo tuttavia venuta meno la necessità di tante unità da guerra su uno specchio d'acqua ormai quasi completamente italiano, il San Marco ebbe un servizio militare estremamente breve: pur restando formalmente di proprietà della Regia Marina (dai cui ruoli fu radiato solo nel 1880), infatti, l'avviso venne dato in gestione già nel marzo 1867 alla «Società Strade Ferrate dell'Alta Italia» (SFAI), che aveva ottenuto dal governo italiano la concessione del servizio regolare di trasporto merci e passeggeri sul lago. La SFAI iniziò il proprio servizio, con quattro piroscafi (San Marco, Benaco, Principe Oddone – ex Hess – e Sirmione), il 21 gennaio 1867, effettuando un collegamento tre volte alla settimana tra Riva, Peschiera e Desenzano. Nel 1879 il servizio divenne a doppie corse giornaliere (discendenti al mattino ed ascendenti al pomeriggio), e nel 1885 passò alla «Società delle Ferrovie Meridionali», detta «Adriatica».
Per essere adattato al servizio passeggeri il San Marco, nel corso degli anni, subì radicali lavori di rimodernamento e ricostruzione, che ne mutarono completamente l'aspetto, trasformandolo di fatto in un piroscafo passeggeri a ruote.
Nel 1880 il San Marco venne formalmente riconsegnato alla Regia Marina per la radiazione, dopo la quale, divenuto nave mercantile a tutti gli effetti, rimase in servizio passeggeri ancora per diversi anni, dopo di che, intorno al 1888-1890, reso obsoleto e superfluo dai nuovi battelli entrati in servizio, venne posto in disarmo. In seguito al passaggio del servizio dall'«Adriatica» alla ditta «Innocente Mangilli» di Milano, il vecchio piroscafo venne demolito nel 1894.